# Aetheomorpha gressitti
Aetheomorpha gressitti là một loài bọ cánh cứng trong họ Chrysomelidae. Loài này được Medvedev & Regalin miêu tả khoa học năm 1998.